# Mombello di Torino
Mombello di Torino là một đô thị ở tỉnh Torino trong vùng Piedmont, có vị trí cách khoảng 15 km về phía đông của Torino. Tại thời điểm ngày 31 tháng 12 năm 2004, đô thị này có dân số 378 người và diện tích là 4,1 km².
Mombello di Torino giáp các đô thị: Moncucco Torinese, Arignano, Moriondo Torinese, và Riva presso Chieri.